# باشگاه فوتبال زنان رئال مادرید
باشگاه فوتبال زنان رئال مادرید (به اسپانیایی: Real Madrid Club de Fútbol (femenino)) یک باشگاه فوتبال اسپانیایی زنان مستقر در مادرید است. این باشگاه در سال ۲۰۱۴ تأسیس شد و در حال حاضر در لیگ برتر بازی می‌کند.
این تیم از سال ۲۰۱۴ تا ۲۰۲۰ با نام تاکون در مسابقات حاضر بود. در تاریخ ۲۵ ژوئن ۲۰۱۹، هیئت مدیره رئال مادرید پیشنهادی را برای ادغام تاکون به عنوان تیم فوتبال زنانشان برای ارائه به جامعه‌هایشان (اعضا) اعلام کرد. به عنوان بخشی از توافق‌نامه، تاکون در طول انتقال بازی‌های فصل ۲۰–۲۰۱۹ خود را در سیوداد رئال مادرید انجام می‌دهد و ادغام رسماً در ۱ ژوئیه ۲۰۲۰ به پایان رسید.

## فصل‌به‌فصل
| فصل     | دسته | جایگاه | کوپا د لا رینا |
| ------- | ---- | ------ | -------------- |
| ۱۷–۲۰۱۶ | ۲ª   | دوم    |                |
| ۱۸–۲۰۱۷ | ۲ª   | اول    |                |
| ۱۹–۲۰۱۸ | ۲ª   | اول    |                |
| ۲۰–۲۰۱۹ | ۱ª   |        |                |

## سرمربیان
- مارتا تخدور ۲۰۱۶–۲۰۱۸
- داوید ازنار ۲۰۱۸–اکنون